# Annadale
 Annadale – dzielnica Nowego Jorku. Liczy ponad 61 tys. mieszkańców.